# Pradère-les-Bourguets
Pradère-les-Bourguets korábbi község Franciaországban, Haute-Garonne megyében. Lakosainak száma 540 fő (2017. január 1.). Pradère-les-Bourguets Le Castéra, Lasserre, Lévignac, Mérenvielle, Sainte-Livrade és Ségoufielle községekkel határos.
2018. január 1-jén Lasserre korábbi községgel egyesült és az így létrejött Lasserre-Pradère új község része lett.

## Népesség
A település népességének változása:
| Lakosok száma | 111  | 122  | 152  | 194  | 251  | 245  | 216  | 320  | 441  | 540  |
|               | 1968 | 1975 | 1982 | 1990 | 1999 | 2006 | 2011 | 2013 | 2015 | 2017 |